# Tocqueville-les-Murs
Tocqueville-les-Murs ist eine französische Gemeinde mit 274 Einwohnern (Stand 1. Januar 2022) im Département Seine-Maritime in der Region Normandie (vor 2016 Haute-Normandie). Sie gehört zum Arrondissement Le Havre und zum Kanton Saint-Romain-de-Colbosc (bis 2015 Goderville). Die Einwohner werden Bornambuscais genannt.

## Geographie
Tocqueville-les-Murs liegt etwa 33 Kilometer nordöstlich von Le Havre in der Landschaft Pays de Caux. Umgeben wird Tocqueville-les-Murs von den Nachbargemeinden Bénarville im Norden und Westen, Ypreville-Biville im Nordosten, Trémauville im Osten, Hattenville im Südosten, Rouville im Südwesten sowie Saint-Maclou-la-Brière im Südwesten.

## Bevölkerungsentwicklung
| Jahr                      | 1962 | 1968 | 1975 | 1982 | 1990 | 1999 | 2006 | 2013 |
| Einwohner                 | 200  | 185  | 171  | 236  | 223  | 209  | 273  | 308  |
| Quelle: Cassini und INSEE |      |      |      |      |      |      |      |      |

## Sehenswürdigkeiten
- Kirche Saint-Germain aus dem 12. Jahrhundert
- Schloss aus dem 19. Jahrhundert
- Reste einer Turmhügelburg